# Eduardo Chapero-Jackson

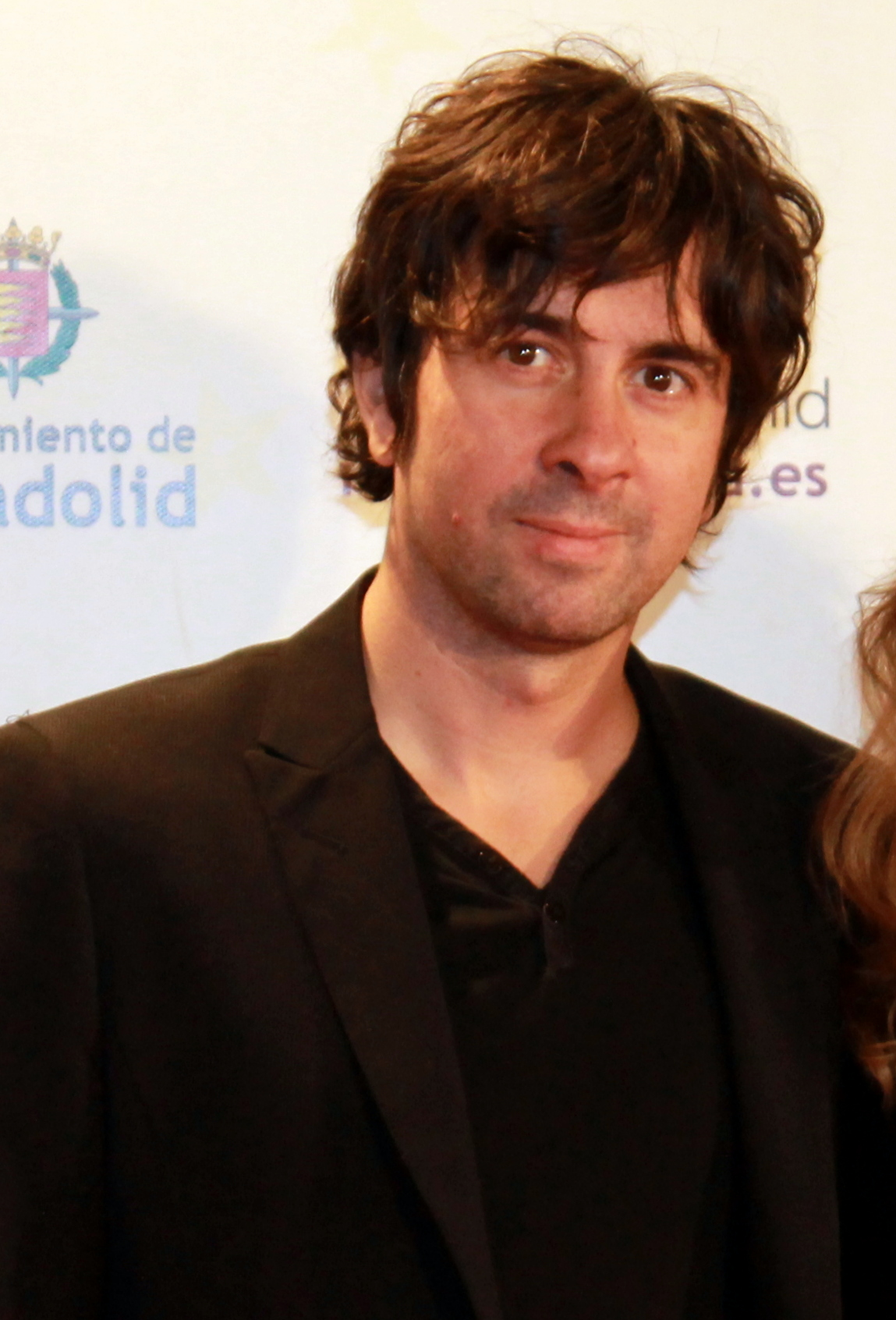
Eduardo Chapero-Jackson (Seminci 2012).

Eduardo Chapero-Jackson (* 1971 in Madrid) ist ein spanischer Filmregisseur.
Er wurde als Sohn eines spanischen Vaters und einer amerikanischen Mutter geboren. Nachdem er von 1989 bis 1996 Fotografie und Literatur an der School of Visual Arts in New York sowie Film an der Parsons School of Design und der New York University studiert hatte, arbeitete er einige Zeit als Filmproduzent in Spanien bei der Produktionsfirma Sogecine und war so Mitproduzent bei unter anderem Alejandro Amenábars The Others (2001).
Als Regisseur machte er sich 2005 mit dem Kurzfilm Contracuerpo einen Namen, für den er für den spanischen Filmpreis Goya als „besten Kurzfilm“ nominiert war. In diesem Film erzählt er von der Besessenheit einer jungen Frau mit ihrem eigenen Körper. Ein weiterer Kurzfilm des Regisseurs, Alumbramiento, gewann den Prix UIP bei den Internationalen Filmfestspielen von Venedig 2007 und den Europäischen Filmpreis. Dieser handelt von einer Frau, die einer älteren Familienangehörigen in ihrem Tod beisteht.
2012 wurde er für seine Regiearbeit in dem Fantasyfilm Verbo für den Goya als Bester Nachwuchsregisseur nominiert.

## Filmografie
- 2005: Contracuerpo (Kurzfilm)
- 2007: Alumbramiento (Kurzfilm)
- 2011: Verbo